# Pénélope Leprevost
Pénélope Leprevost, född den 1 augusti 1980 i Rouen, är en fransk ryttare.
Hon tog OS-guld i lagtävlingen i hoppning i samband med de olympiska tävlingarna i ridsport 2016 i Rio de Janeiro.